# Trochosuchus
Trochosuchus — вимерлий рід тероцефалових терапсид.